# Marsilio Peruzzi
Marsilio Peruzzi (Mondolfo, ... – Chieti, 7 gennaio 1631) è stato un arcivescovo cattolico italiano.

## Biografia
Figlio del nobile Giulio Peruzzi, entrò come uditore nella famiglia cardinalizia di Giambattista Leni, vescovo di Ferrara, e ricoprì la stessa carica per il cardinal nipote Scipione Borghese; fu cubicolario di papa Paolo V.
Fu inviato a dal pontefice a Madrid come latore della berretta cardinalizia all'infante Ferdinando d'Asburgo, figlio di Filippo III di Spagna.
Eletto da Paolo V arcivescovo metropolita di Chieti, fu consacrato a Roma dal cardinale Giambattista Leni il 21 dicembre 1618 e il 7 gennaio 1619 gli fu concesso il pallio.
Si distinse per le opere di beneficenza a favore dei poveri; promosse i lavori di rifacimento del sacello di San Giustino nella cattedrale di Chieti, fatta adornare di ricchi marmi e dorature.
Morì nel 1631 lasciando tutti i suoi beni all'arcidiocesi; fu sepolto in cattedrale.

## Genealogia episcopale
La genealogia episcopale è:
- Arcivescovo Filippo Archinto
- Papa Pio IV
- Cardinale Giovanni Antonio Serbelloni
- Cardinale Carlo Borromeo
- Cardinale Ottavio Paravicini
- Cardinale Giambattista Leni
- Arcivescovo Marsilio Peruzzi